# Kepler-35
Kepler-35 – układ binarny gwiazd położony w gwiazdozbiorze Łabędzia w odległości około 5400 lat świetlnych. Na układ składają się dwie gwiazdy ciągu głównego, które nazywają się Kepler-35 A i Kepler-35 B i które mają odpowiednio 89% i 81% masy Słońca, oraz krążą wokół wspólnego środka masy w ciągu 20,73 dni. Układ został odkryty w ramach misji Kepler wraz z innym układem podwójnym Kepler-34.

## Charakterystyka
Układ podwójny Kepler-35 składa się z dwóch gwiazd niewiele mniej masywnych od Słońca o typie widmowym G. Krążą one wokół wspólnego środka masy w ciągu 20,73 dni. Mimośród orbity wynosi 0,14, a półoś wielka 0,176 AU. System ten jest zmienną zaćmieniową typu Algol.

## Układ planetarny
Układ planetarny gwiazdy podwójnej Kepler-35 składa się z jednej znanej nam planety – gazowego olbrzyma Kepler-35 (AB) b. Jest to planeta okołopodwójna, gdyż krąży ona wokół obu składników gwiazdy podwójnej. Jej okres orbitalny wynosi 131,5 dni, a jej masa jest ~40-krotnie większa od masy Ziemi.
Symulacje numeryczne formacji układu planetarnego Kepler-35 wykazały, że uformowanie się dodatkowych planet skalistych w ekosferze jest wysoce prawdopodobne, oraz że orbity tych planet mogłyby być stabilne. Układ Kepler-35 posiada względnie szeroką ekosferę, oraz wysoką zdolność do formowania planet w tej strefie, co sprawia, że może posiadać jedną planetę nadającą się do zamieszkania.
Planeta została odkryta metodą tranzytową.
| Planeta | Masa [ MJ ]  | Promień [ RJ ]     | Okres [ d ]          | Półoś wielka [ AU ]     | Mimośród              | Inklinacja [ ° ]       | Rok odkrycia |
| b       | 0,127 ± 0,02 | 0,728 +0,012−0,014 | 131,458 +0,077−0,105 | 0,17617 +0,00029−0,0003 | 0,1421 +0,0014−0,0015 | 90,4238 +0,0076−0,0073 | 2012         |